# Ariamnes setipes
Ariamnes setipes är en spindelart som beskrevs av Johan Coenraad van Hasselt 1882. Ariamnes setipes ingår i släktet Ariamnes och familjen klotspindlar. Inga underarter finns listade i Catalogue of Life.